# Eurycope complanata
Eurycope complanata är en kräftdjursart som beskrevs av Bonnier 1896. Eurycope complanata ingår i släktet Eurycope och familjen Munnopsidae. Inga underarter finns listade i Catalogue of Life.